# Заудинський
Заудинський (рос. Заудинский) — вузлова залізнична станція Улан-Уденського регіону Східносибірської залізниці Росії, транзитний пункт на Транссибірській залізниці. Розташована у місті Улан-Уде.
Від станції відходять лінії:
- на Каримську (645 км);
- на Улан-Уде (8 км);
- на Улан-Батор (656 км).

## Історія
Заснована в 1900 році як роз'їзд Заудинський Забайкальської залізниці.
У квітні 1938 року роз'їзд перетворено на станцію Східно-Сибірської залізниці (ССЗ) через будівництво у районі великих промислових підприємств — м'ясокомбінату, мелькомбінату і меблевої фабрики. Основним постачальником вантажів для станції став м'ясокомбінат.
В 1937 році від станції почалося будівництво південної гілки ССЗ на Наушки. Робочий рух поїздів відкрито 15 січня 1939 року. В 1940 була здана в експлуатацію лінія Заудинський — Наушки. В 1950-ті роки, з будівництвом сполучених із нею залізниць на території Монголії і Китаю, ця лінія стала північною (російською) дільницею Трансмонгольської залізниці.
У жовтні 1964 року розпочато регулярний пасажирський рух поїздів за маршрутом Улан-Уде — Гусяче Озеро (згодом Улан-Уде — Наушки).
В 2012 році через станцію припинено приміський рух потяга Улан-Уде — Горхон Транссибірською магістраллю. В 2014 році скасовано електрички Улан-Уде — Петровський Завод (Транссибірська магістраль) і Улан-Уде — Загустай (реформований Улан-Уде — Наушки, по південній гілці).
З травня 2017 року відновлено рух електропоїзда Улан-Уде — Петровський Завод (з травня по жовтень, двічі на тиждень).